# 靳尚
靳尚（？—前311年），戰國時期楚懷王時與三閭大夫屈原為同僚，受封於靳江，世稱靳尚。
在正史中，靳尚是小人。王逸《离骚经序》说：“（屈原）入则与王图议政事，决定嫌疑；出则监察群下，应对诸侯，谋行职修，王甚珍之。同列大夫上官、靳尚，妒害其能，共谮毁之。”最終在和張儀出使秦國時，被仇人所設計遭殺害。
《通志氏族略》：「楚大夫靳尚，漢有靳歙，又汾陽侯靳彊。」其子孫以封地為氏。
一说靳尚就是排挤屈原的上官大夫，但存疑。一般认为上官大夫应为楚怀王子王子兰。